# Judy Blume
Judy Blume, (født Judith Sussman 12. februar 1938), er en amerikansk forfatter. Hun har skrevet mange romaner for børn og unge. Hendes bøger har solgt over 80 millioner eksemplarer og er blevet oversat til 31 sprog. I sine bøger, tager hun ofte svære og presserende problemer for børn og unge op, herunder spørgsmål om venskab, religion, ægteskab, skilsmisse, krop og seksualitet. I 1996 vandt hun Margaret Edwards Award fra American Library Association for hendes bøger for teenagere.